# 京畿 (唐)
京畿（けいき）は、中国・唐代の行政区画のひとつ。
618年（武徳元年）、唐朝が成立すると関隴、岷蜀、河東を中央直轄地区とし、15州総管府、33直属州を管轄したのが前身である。
直轄区域は627年（貞観元年）、管轄区域は関内道、河北道、河南道、隴右道に分割されて廃止されたが、716年（開元4年）、京畿の州県は中央の直接管理地区となり、733年（開元21年）には京畿が設置された。

## 下部行政区画（618年段階）
- 京畿直属地区
- 梁州
- 信州
- 益州
- 秦州
- 涇州
- 弘州
- 霊州
- 豊州
- 雲州
- 延州
- 并州-618年に陝東道へ移管
- 趙州-618年に陝東道へ移管
- 邢州-618年に陝東道へ移管
- 絳州-618年に陝東道へ移管
- 陝州-618年に陝東道へ移管
- 雍州
- 商州
- 均州
- 淅州
- 南豊州
- 上州
- 洵州
- 金州
- 直州
- 南并州
- 通州
- 開州
- 隣州
- 渠州
- 蓬州
- 静州
- 隆州
- 梓州
- 始州
- 竜州
- 利州
- 鳳州
- 趙州